# Rabbids Go Home
Rabbids Go Home è un videogioco sviluppato da Ubisoft per Nintendo Wii, Nintendo DS e Microsoft Windows, e il quarto capitolo della serie Rabbids (The Lapins Crétins nell'edizione francese). È anche il primo capitolo in cui non è più presente Rayman, come si evince anche dal titolo.

## Trama
È una sera tranquilla nel prato dei Rabbids, conigli antropomorfi protagonisti, mentre dormono su dei grandi lampioni. È tutto buio, quando ad un tratto i conigli vedono la luce lunare. Così essi rimangono ammaliati dalla bellezza della Luna, perciò decidono di raggiungerla per dormirci sopra (perché è simile ad un grande lampione, su cui essi dormono) costruendo una torre alta 23000 metri di oggetti e animali qualsiasi che ruberanno agli umani, seminando disastri e confusione nella città. Naturalmente, ciò non passerà indisturbato agli abitanti umani, che si serviranno di trappole varie, "disinfestatori di conigli" e feroci pitbull per togliere di mezzo i "conigli invasori".

## Modalità di gioco
Il gioco consiste nell'andare in giro per diverse ambientazioni e raccogliere tutto ciò che è possibile, anche spogliando umani. I normali oggetti da prendere sono 400 più l'oggetto finale che ne vale 600. Quindi il punteggio massimo è 1000. Più punti si fanno in un livello, più premi si sbloccano per decorare il proprio coniglio nella zona apposita. In tutti i livelli si va in giro con un carrello della spesa per raccogliere oggetti, ma in alcuni livelli invece si usano altri mezzi, ad esempio: letti di un ospedale, gommoni, reattori di un aereo. Alcuni livelli sono a tempo, e cioè quelli dove bisogna inseguire una segretaria che gira con una specie di motorino e quelli dove bisogna inseguire il camion con dentro una mucca.
Il giocatore potrà accedere ai vari livelli subito dopo aver completato una sorta di tutorial dove viene spiegato quali oggetti prendere subito dopo aver illustrato l'obbiettivo principale del gioco: costruire un'altissima torre con qualsiasi cosa.
Il giocatore si ritroverà a spesso a demolire pile di oggetti con un urlo prima di poterli prendere.

## Serie animata
All'E3 2013, Ubisoft ha dichiarato di stare progettando una serie animata ispirata a questo gioco intitolata Rabbids: Invasion, che è in onda dal 3 agosto 2013 negli Stati Uniti su Nickelodeon e dall'ottobre dello stesso anno in Italia sempre su Nickelodeon e dal 29 settembre 2014 in chiaro su Super!..